# Johannisfeuer (1939)
Johannisfeuer ist ein deutsches Filmdrama aus dem Jahre 1939 von Arthur Maria Rabenalt nach dem gleichnamigen Schauspiel (1900) von Hermann Sudermann. Die Hauptrollen spielen Otto Wernicke, Gertrud Meyen, Ernst von Klipstein und Anna Dammann.

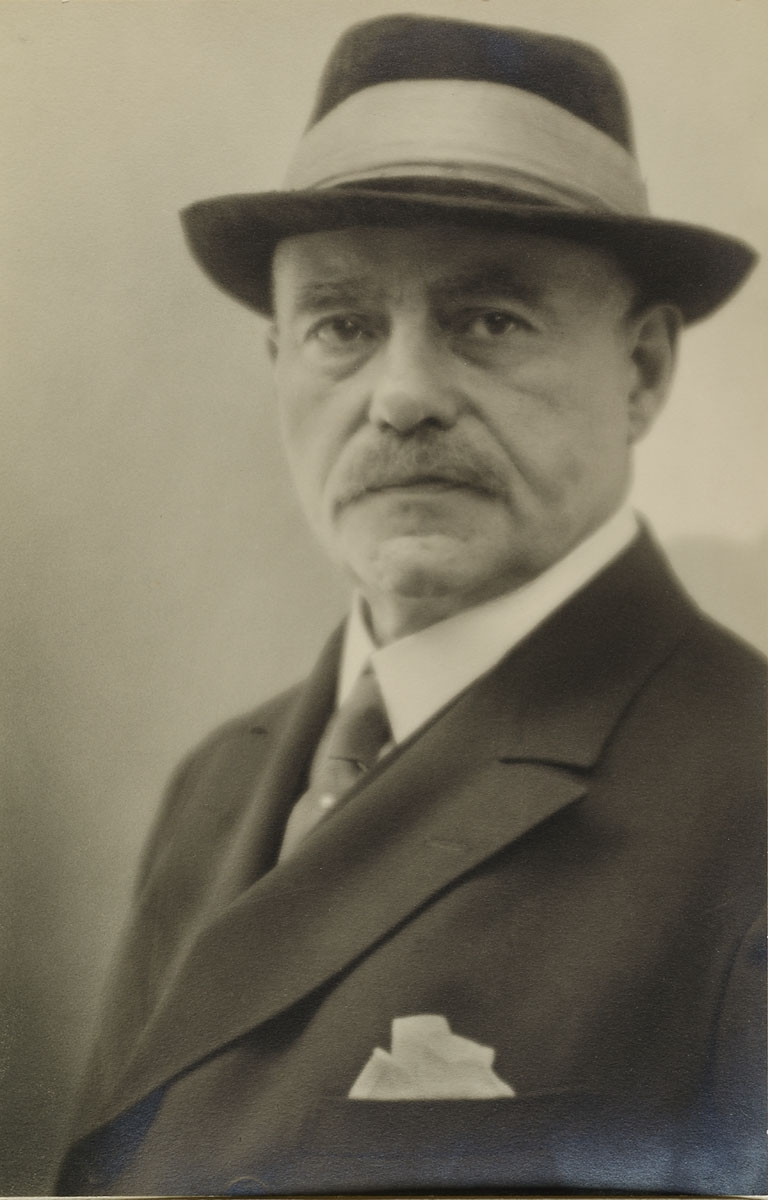
Vorlageautor Hermann Sudermann

## Handlung
Der alte Gutsbesitzer Vogelreuter hatte einst das elternlose Flüchtlingskind Georg und die kleine Marikke, deren Mutter, eine Landstreicherin, sich das Leben nehmen wollte, in dem sie sich vor eine fahrende Kutsche wirft, aufgenommen und beiden ein Heim und ein Dach über dem Kopf geboten. Marikke und Georg hatten es stets gut bei den Vogelreuters. Als die Gutsherrin schwanger wird und die erste leibliche Tochter der Familie, Trude, zur Welt bringt stirbt Frau Vogelreuter. 
Viele Jahre sind ins Land gegangen, und Georg ist fünf Jahre in Afrika gewesen. Nun kehrt er zurück ins heimische Ostpreußen. Damit beginnen die Probleme. Denn einst war seine Stiefschwester Marikke seine Jugendliebe, und jetzt, wo er vor Trude steht, entbrennen in ihm auch Gefühle für sie. Hin- und hergerissen zwischen seiner neuen Liebe zu Trude, die er in wenigen Tagen zu heiraten beabsichtigt, und der alten Liebe zu Marikke, die noch längst nicht verloschen ist, will Georg mit seiner Trude am liebsten sofort den elterlichen Hof verlassen, um nicht länger in Versuchung zu geraten. Doch der alte Vogelreuter möchte beide nicht gehen lassen und schlägt vor, dass Georg und Trude das brachliegende Stück Land, das ihm gehört, bewirtschaftet und in das dort stehende Haus einziehen. Derweil findet Marikke das dunkle Geheimnis ihrer Herkunft heraus, nämlich dass sie die Tochter einer Landstreicherin ist. 
In der Nacht vor der geplanten Hochzeit wird das traditionelle Johannisfeuer entfacht. Dabei kommen sich ausgerechnet Marikke und Georg wieder näher, während die Braut in spe, Trude, bereits zu Bett gegangen ist. Marikke beginnt sich, trotz ihrer Liebe zu Georg, die dieser erwidert, zu fragen, ob sie ihr eigenes Glück voran stellen darf. Georg hingegen glaubt, sich nach der gemeinsam verbrachten Nacht mit Marikke für diese entscheiden zu sollen und will am folgenden Tag gegenüber Trude und ihrem Vater reinen Tisch machen. Nun aber trifft Marikke eine klare Entscheidung: Die Vogelreuters hatten sich stets ihr gegenüber anständig verhalten, und so will sie keinesfalls der Grund für einen tiefen Familienzwist, der sich abzeichnet, verantwortlich sein. Sie sagt Georg, dass sie nicht, wie geplant, mit ihm fortgehen werde und entschließt sich stattdessen, selbst für immer den Vogelreuter-Hof zu verlassen, um dem Glück Trudes nicht länger im Weg zu stehen. 

## Produktionsnotizen
Johannisfeuer wurde mit seinen Außenaufnahmen zwischen dem 15. Juli und Anfang August 1939 vor Ort in Ostpreußen (Masurengebiet) und bei Prenzlau gedreht. Die Atelieraufnahmen entstanden anschließend bis Ende August desselben Jahres. Die Uraufführung erfolgte am 3. November 1939 in Berlins Gloria-Palast.
Herstellungsgruppenleiter Techow übernahm auch die Herstellungs- und die Produktionsleitung. Die Filmbauten gestalteten Erich Czerwonski und Carl Böhm. Die Kostüme entwarf Reingard Voigt. Erwin Lange gestaltete die Spezialeffekte (vor allem das Johannisfeuer). Herbert Sennewald war einer von drei Aufnahmeleitern.
1954 entstand unter der Regie Wolfgang Liebeneiners mit … und ewig bleibt die Liebe eine Neuverfilmung dieses Stoffes.

## Kritiken
Das Lexikon des Internationalen Films befand: „Etwas sentimental eingefärbte Dreiecksgeschichte mit ansprechenden Bildern der masurischen Landschaft.“
In Der deutsche Film 1938-1945 heißt es: „Der weiten Landschaft bemächtigte sich die Kamera (Willi [sic!] Winterstein) erfolgreich. Auch um den Dialekt gab man sich Mühe. (…) Sudermanns Verfilmungen aus der Zeit des Dritten Reiches gehören zur Geschichte des (politisch engagierten) Unterhaltungsfilms. Sie waren keinesfalls Film-Denkmäler der deutschen Literatur.“
Bei Urania Berlin heißt es: “Der Film transportiert eine Botschaft, die nicht ganz typisch ist für die Zeit, denn der unentschieden(e) Mann wird von einer Frau vor vollendete Tatsachen gestellt.”